# Grammangis ellisii
Grammangis ellisii är en orkidéart som först beskrevs av John Lindley, och fick sitt nu gällande namn av Heinrich Gustav Reichenbach. Grammangis ellisii ingår i släktet Grammangis och familjen orkidéer. Inga underarter finns listade i Catalogue of Life.

## Bildgalleri

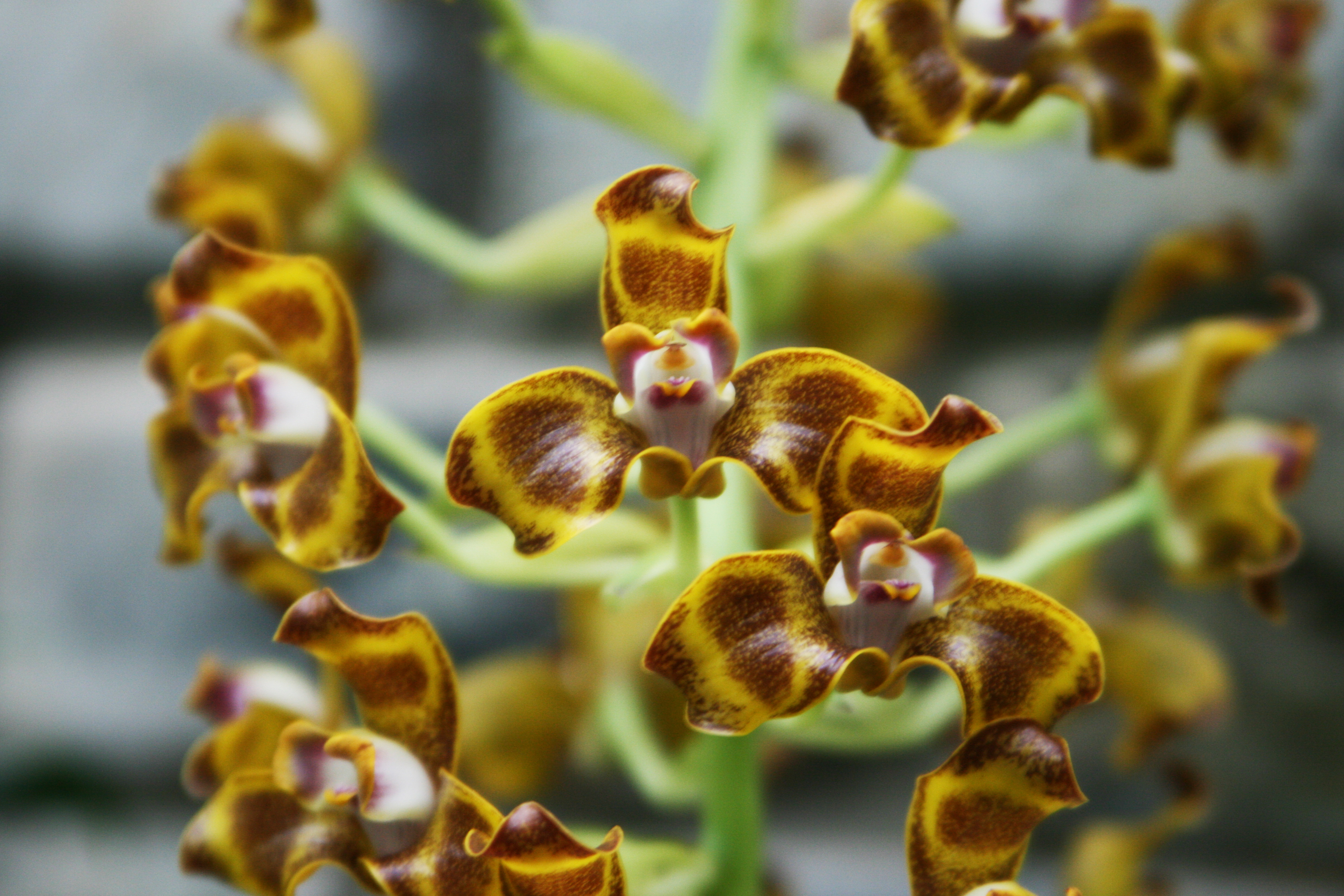
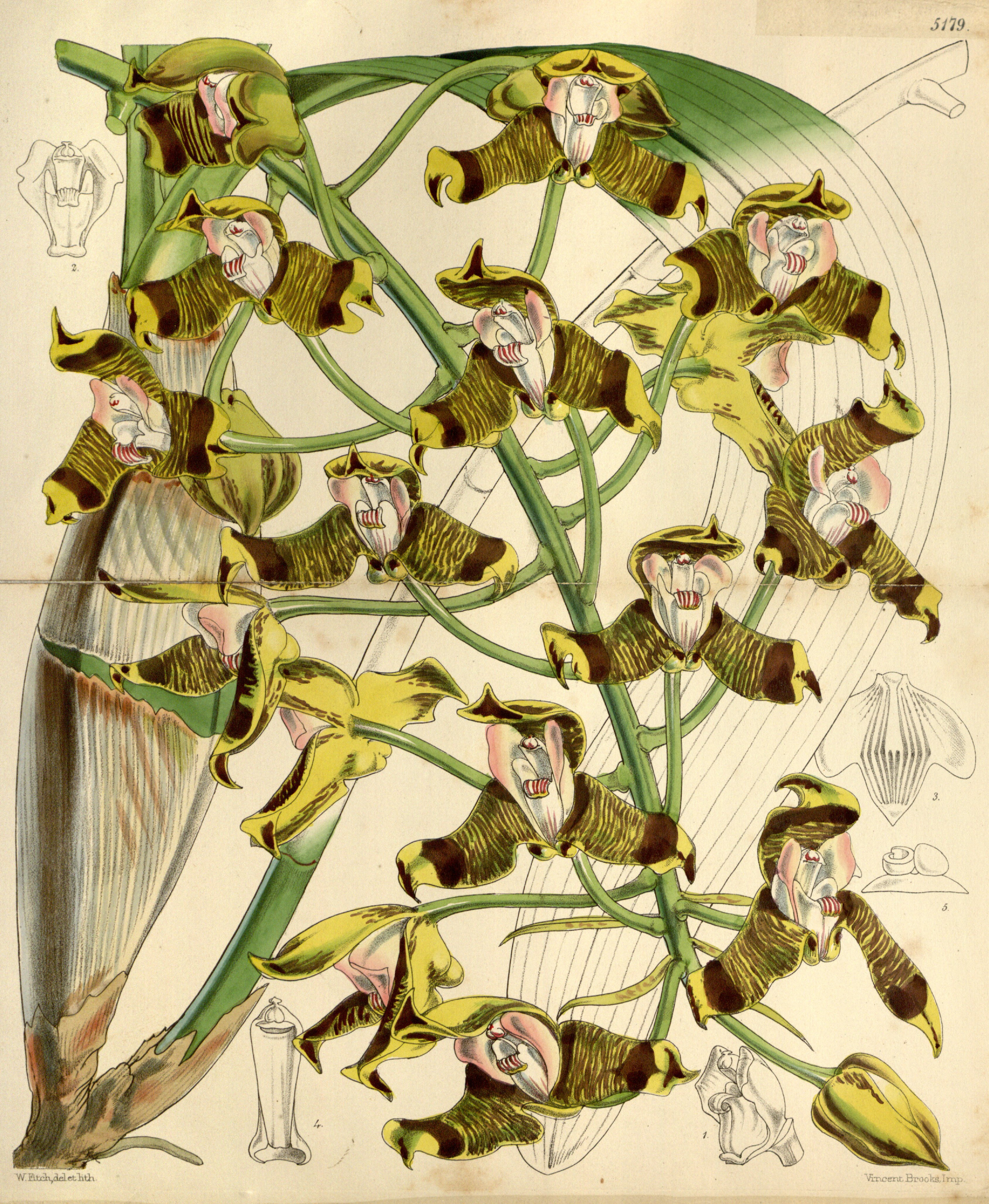
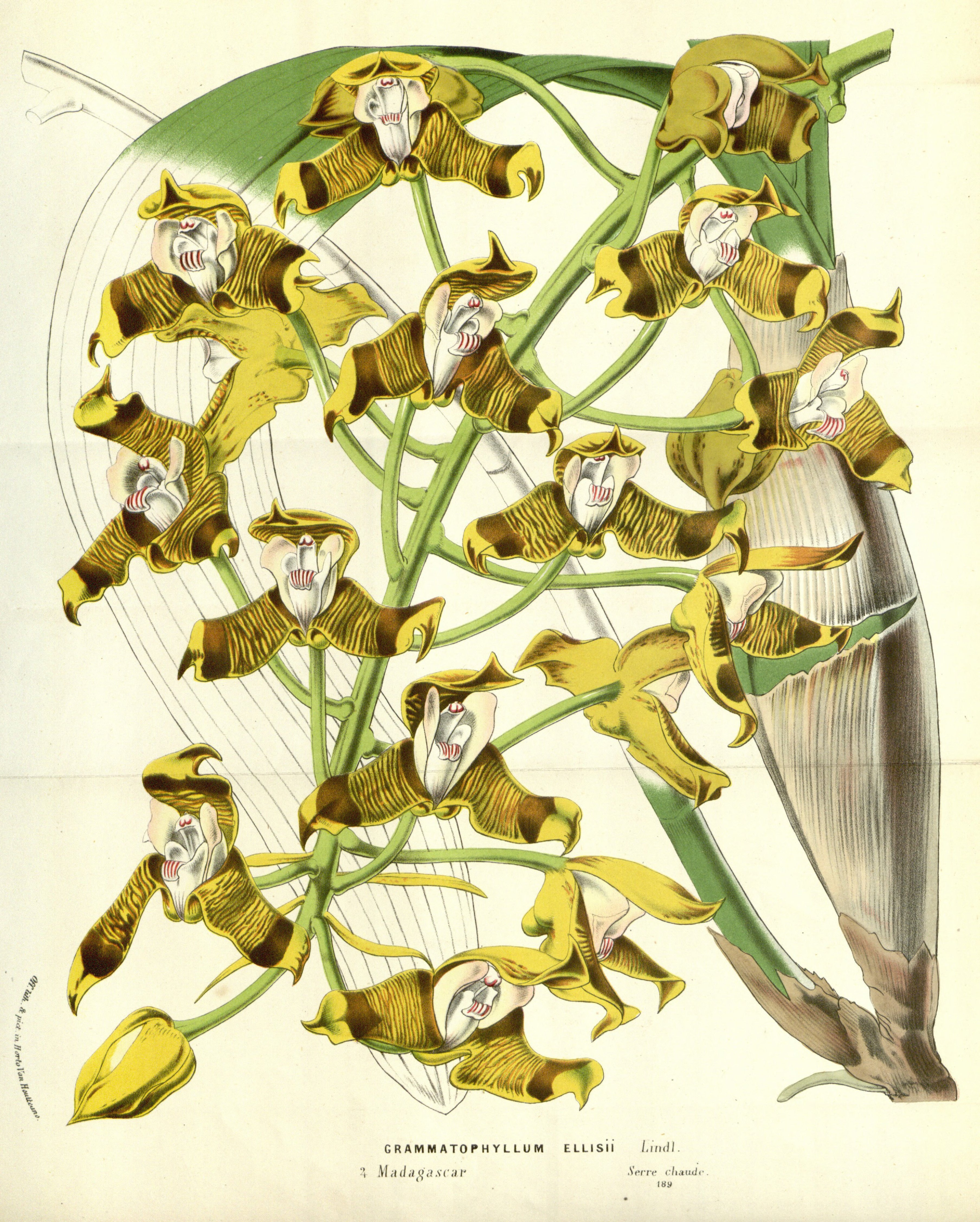